# Newton (Kansas)
Newton – miasto w Stanach Zjednoczonych, w stanie Kansas, w hrabstwie Harvey.